# Riso Nano Vialone Veronese
Il riso Vialone Nano Veronese (IGP) è una varietà di riso italiano, appartenente alla sottospecie japonica (cultivar Vialone Nano), a indicazione geografica protetta, di categoria Semifino, tipico della Bassa veronese.
Ha come caratteristica dichiarata quella di essere coltivato in aree irrigate con acqua di risorgiva, in pratica la sua area di produzione coincide con l'alto bacino idrografico del fiume Tartaro. È una delle varietà di riso più apprezzate per preparare il risotto.

## Ricette
Numerose sono le ricette che utilizzano il riso Vialone Nano come ingrediente:
- Risotto all'isolana
- Risotto all'amarone
- Risotto alla zucca
- Riso alla pilota
- Risi e bisi

## L'area di coltivazione
I comuni che fanno parte dell'area di coltivazione sono 24 e tutti afferenti alla provincia di Verona:
- Bovolone
- Buttapietra
- Cerea
- Casaleone
- Concamarise
- Erbè
- Gazzo Veronese
- Isola Rizza
- Isola della Scala
- Mozzecane
- Nogara
- Nogarole Rocca
- Oppeano
- Palù
- Povegliano Veronese
- Ronco all'Adige
- Roverchiara
- Salizzole
- Sanguinetto
- San Pietro di Morubio
- Sorgà
- Trevenzuolo
- Vigasio
- Zevio